# Diseño de videojuegos
El diseño de videojuegos es el proceso sistemático de creación y definición de las mecánicas, sistemas y contenido interactivo de un videojuego. Este proceso incluye el desarrollo de la jugabilidad (gameplay), el diseño de niveles y entornos, la estructuración narrativa y la construcción de personajes; todo ello enmarcado dentro de un flujo más amplio que es el desarrollo de videojuegos.
En la etapa de diseño, se determinan los elementos centrales que configurarán el juego, especificando las interacciones del jugador con los sistemas y componentes, así como las reglas que regirán la experiencia lúdica.

## Diseñador de videojuegos
El diseñador de videojuegos es el profesional encargado de conceptualizar y estructurar las reglas, mecánicas y dinámicas que rigen un videojuego. Este rol incluye la planificación detallada de los sistemas que integran el juego, asegurando la cohesión y fluidez de la experiencia interactiva.
En videojuegos complejos como son los videojuegos de rol multijugador masivos en línea o también en títulos de alto presupuesto, los equipos de diseño pueden incluir decenas de personas.
En estos casos, uno o dos diseñadores principales supervisan la visión general del juego, mientras que los diseñadores aprendices se encargan de desarrollar subconjuntos o subsistemas específicos, como mecánicas o funcionalidades. Este enfoque permite un desarrollo más eficiente y especializado en proyectos de gran escala.

## Proceso de diseño
El proceso de diseño de un videojuego es un enfoque multidisciplinario que abarca desde la conceptualización inicial hasta la implementación final. Las etapas más comunes en este proceso son las siguientes:

### Conceptualización
En esta fase inicial se define la idea básica del juego, abarcando su género, temática y mecánicas de jugabilidad. A continuación, se realiza una investigación de mercado para analizar las tendencias actuales y las preferencias del público, garantizando que el concepto sea innovador y comercialmente viable.
Preproducción
La documentación del diseño implica la elaboración de un Documento de Diseño de Juego (Game Design Document, GDD) que especifica la narrativa, los personajes, las mecánicas de juego, y los elementos artísticos y sonoros. Posteriormente, se procede al prototipado, donde se desarrollan prototipos para validar las mecánicas de juego y los conceptos visuales, lo que puede incluir la creación de maquetas o juegos en papel. Este proceso permite iterar y refinar el diseño antes de la producción final.
Producción
Durante la fase de desarrollo, se ejecuta la programación, el diseño artístico, el modelado 3D, la creación de efectos sonoros y la implementación de las mecánicas de juego. Posteriormente, se llevan a cabo pruebas internas y externas para identificar errores, fallos y problemas de jugabilidad, asegurando así la calidad del producto final antes de su lanzamiento. Este ciclo de desarrollo y prueba es crucial para optimizar la experiencia del usuario y garantizar un juego funcional y atractivo.
Pruebas
Durante el testeo de usuario, se recopilan comentarios de jugadores reales sobre su experiencia con el juego. Con base en esta retroalimentación, se realizan ajustes y refinamientos para optimizar los elementos del juego y mejorar la experiencia del usuario. Este enfoque iterativo es crucial para alinear el producto final con las expectativas del público objetivo.
Lanzamiento
En la fase de marketing se implementan estrategias para promocionar el juego y aumentar su visibilidad en el mercado. A continuación, se lleva a cabo la distribución, publicando el juego en diversas plataformas como PC, consolas y dispositivos móviles, lo que amplía su alcance entre los jugadores.
Post-lanzamiento
Durante el soporte y actualizaciones, se proporcionan parches y actualizaciones para corregir errores y optimizar el rendimiento del juego. Además, se implementan contenidos adicionales para mantener el interés de los jugadores y enriquecer la experiencia de juego. Este enfoque proactivo es crucial para asegurar la longevidad y la relevancia del título en el mercado.